# Register-ingenieur
Een register-ingenieur was in Nederland een afgestudeerde van een hogere technische school (hts) die, nadat hij of zij een aanvullend examen had afgelegd, gerechtigd was om de ingenieurstitel ing. te voeren. Deze titel moest achter de naam worden geplaatst.
In 1972 kwam een regeling tot stand waarbij iedere afgestudeerde van de hts de titel ing. mocht voeren, en deze mocht vóór de naam worden geplaatst, evenals het geval was bij de universitair afgestudeerde ingenieurs, die de titel ir. mochten voeren. Daarmee verviel het onderscheid tussen register-ingenieurs en de afgestudeerden die geen aanvullend examen hadden verricht.